# 1930 في البرازيل
فيما يلي قوائم الأحداث التي وقعت خلال عام 1930 في البرازيل.

## سياسة

### تعيين في المنصب
- 3 نوفمبر – جيتوليو فارجاس رئيس البرازيل.

### انتهاء فترة المنصب
- 24 أكتوبر – واشنطن لويس بيريرا دي سوزا رئيس البرازيل.

## رياضة
- 1 يناير – بطولة باوليستا 1930 الفائز نادي كورينثيانز.
- 1 يناير – بطولة كاريوكا 1930 الفائز بوتافوغو ريغاتاس.

## مواليد

### يناير
- 7 يناير – أرنالدو ريبيرو
- 31 يناير – بيدرو سيمون سياسي برازيلي.

### فبراير
- 14 فبراير – سيرجيو رودريغوس

### مارس
- 29 مارس – ليما دوارتي ممثل برازيلي.

### أبريل
- 24 أبريل – جوسيه سارني سياسي برازيلي.

### يونيو
- 4 يونيو – خوسيه كارلوس ميلو كهنوت برازيلي.
- 7 يونيو – بليني لاعب كرة قدم برازيلي.
- 7 يونيو – دولورس دوران

### يوليو
- 10 يوليو – جاك كلاين موسيقي برازيلي.

### أغسطس
- 7 أغسطس – كايتانو سيلفا لاعب كرة قدم برازيلي.
- 8 أغسطس – رولف كيستينر سبّاح برازيلي.
- 22 أغسطس – جيلمار دوس سانتوس نيفيس لاعب كرة قدم برازيلي.
- 23 أغسطس – لويس مورايس لاعب كرة قدم برازيلي.
- 30 أغسطس – ماورو راموس لاعب كرة قدم برازيلي.

### سبتمبر
- 2 سبتمبر – باولو فرنسيس كاتب برازيلي.
- 19 سبتمبر – روث كاردوسو

### نوفمبر
- 7 نوفمبر – بيرثا بيكر جغرافية برازيلية.

### ديسمبر
- 8 ديسمبر – بوريس فاوستو
- 12 ديسمبر – سيلفيو سانتوس